# Electrophaes costimaculata
Electrophaes costimaculata är en fjärilsart som beskrevs av Edward Alfred Cockayne 1946. Electrophaes costimaculata ingår i släktet Electrophaes och familjen mätare. Inga underarter finns listade i Catalogue of Life.